# Glycyphana
Glycyphana es un género de escarabajos de la familia Scarabaeidae.

## Especies
- Glycyphana aethiessida
- Glycyphana allardi
- Glycyphana andamanensis
- Glycyphana antoinei
- Glycyphana aromatica
- Glycyphana aspera
- Glycyphana aterrima
- Glycyphana aurocincta
- Glycyphana aurora
- Glycyphana australiana
- Glycyphana bimaculata
- Glycyphana binotata
- Glycyphana bisignata
- Glycyphana brooksi
- Glycyphana brunnipes
- Glycyphana catena
- Glycyphana chamnongi
- Glycyphana chewi
- Glycyphana cincta
- Glycyphana cretata
- Glycyphana cuculus
- Glycyphana darwinensis
- Glycyphana delponti
- Glycyphana enganoensis
- Glycyphana fadilae
- Glycyphana fasciata
- Glycyphana festiva
- Glycyphana florensis
- Glycyphana fruhstorferi
- Glycyphana fulvipicta
- Glycyphana fulvistemma
- Glycyphana georgijevici
- Glycyphana glauca
- Glycyphana gracilipes
- Glycyphana gracilis
- Glycyphana harashimai
- Glycyphana havai
- Glycyphana horsfieldi
- Glycyphana hybrida
- Glycyphana illusa
- Glycyphana immaculata
- Glycyphana inusta
- Glycyphana irianica
- Glycyphana landini
- Glycyphana laotica
- Glycyphana lasciva
- Glycyphana lateralis
- Glycyphana leucogastra
- Glycyphana lombokiana
- Glycyphana luzonica
- Glycyphana macquarti
- Glycyphana maculiceps
- Glycyphana maculipennis
- Glycyphana malayensis
- Glycyphana mediata
- Glycyphana melanaria
- Glycyphana miksici
- Glycyphana minima
- Glycyphana mirei
- Glycyphana modesta
- Glycyphana moellendorfi
- Glycyphana mohagani
- Glycyphana moluccarum
- Glycyphana nasalis
- Glycyphana neglecta
- Glycyphana nepalensis
- Glycyphana nicobarica
- Glycyphana nigra
- Glycyphana nigricollis
- Glycyphana papua
- Glycyphana parvula
- Glycyphana penanga
- Glycyphana peterseni
- Glycyphana petrovitzi
- Glycyphana pretiosa
- Glycyphana pseudoaruensis
- Glycyphana pseudofasciata
- Glycyphana pulcherrima
- Glycyphana pusilla
- Glycyphana pygmaea
- Glycyphana quadricolor
- Glycyphana quadriguttata
- Glycyphana quadrinotata
- Glycyphana regalis
- Glycyphana reischigi
- Glycyphana rubromarginata
- Glycyphana rubroplagiata
- Glycyphana rufitincta
- Glycyphana rufovittata
- Glycyphana rugipennis
- Glycyphana sarawakensis
- Glycyphana setifera
- Glycyphana siberutensis
- Glycyphana stolata
- Glycyphana steveni
- Glycyphana subcincta
- Glycyphana sumbana
- Glycyphana tambora
- Glycyphana tibialis
- Glycyphana tonkinensis
- Glycyphana torquata
- Glycyphana toxopei
- Glycyphana trivittata
- Glycyphana unimaculata
- Glycyphana varicorensis
- Glycyphana velutina
- Glycyphana vernalis
- Glycyphana viridiceps
- Glycyphana wallacei
- Glycyphana widagdoi